# Вина
Не путать с: Виновность
Вина́, чу́вство вины́, угрызе́ния со́вести — отрицательно окрашенное чувство, причиной которого является поступок с негативными последствиями для других людей, или даже для самого себя. Если последствия имеют негативное влияние только на субъект, то возникает чувство досады, а не вины.
Является социальной эмоцией; играет важную роль в поддержании позитивных и доверительных отношений с окружающими, побуждая нас вести себя надлежащим образом, чтобы не чувствовать себя впоследствии виноватым, а также заставляя исправлять допущенные ошибки.

## Отличие вины от стыда
Отличие чувства вины от стыда:
1. Стыд как публичное явление, вина — как личное. Вина может возникать независимо от того, были ли у поступка, из-за которого человек испытывает данную эмоцию, свидетели, или же нет, а стыд возникает только в случае наличия свидетелей[3].
2. Во втором подходе вина и стыд различаются по принципу: общественное-индивидуальное. Вина возникает из-за мук совести человека, а стыд — из-за публичного осуждения.
3. В третьем подходе вина связывается с негативной оценкой своего поведения, а стыд — с негативной оценкой собственной личности[4].

## Вина в российской психологии
В российской психологии существует несколько подходов к изучению чувства вины и стыда.
1. Первый подход выделяется в рамках социальной психологии в исследованиях И. С. Кона и Т. Г. Стефаненко[5]. Согласно ему, вина, страх и стыд составляют единый ряд регуляторов социального поведения. Это психологические механизмы, используемые культурами для осуществления социального контроля над соблюдением определённых норм, установленных в обществе. Вина возникает при невыполнении человеком внутренних норм[6].
2. Второй подход исследует чувство вины и стыда в рамках общей теории эмоций. Вина и стыд рассматриваются как этические эмоции и относятся к моральным чувствам, которые рассматриваются как результат формирования морального самосознания, появляющегося у человека в процессе социального развития[7].
3. Согласно третьему подходу, вина и стыд рассматриваются как феномены эмоционально-ценностного отношения к себе и самооценки. Елена Теодоровна Соколова связывает переживание вины и стыда со слабостью «Я» по причине того, что самосознание человека расколото на неблагополучное реальное «Я» и идеальное «Я». В. В. Столин полагал, что вина возникает как осмысление конфликта в результате совершения человеком проступка[8].

## Феномен вины в психоанализе
Зигмунд Фрейд рассматривал вину как восприятие «Я» критики «Сверх-Я», как напряжение между требованиями «Сверх-Я» и достижениями «Я». Механизм супер-эго — источник чувства вины. Тревога и страх могут непосредственно переходить в чувство вины. В нормальном функционировании «Сверх-Я» осуждает «Эго», и это приводит к появлению чувства вины. Фрейд считал, что чувство вины свойственно преимущественно мужчинам, так как возникает в результате идентификации с отцовской фигурой, а «Сверх-Я» женщины является неполноценным. Современные исследования доказывают, что женщины способны испытывать вину не меньше, чем мужчины.
Согласно Эриксону, чувство вины появляется у детей в возрасте от 4 до 5 лет. Ребёнок к этому моменту приобретает много физических навыков и сам может проявлять инициативу при выборе занятий. Дети, которым родители позволяют проявлять самостоятельность в выборе моторной активности, вырабатывают предприимчивость. Если родители не позволяют ребёнку проявлять активность, показывают, что она вредна и нежелательна, у ребёнка возникает чувство вины.
Автор теории объектных отношений Мелани Кляйн считала, что чувство вины возникает в первые месяцы жизни у ребёнка по отношению к кормящей матери. Зависть к груди и чувство порчи её добра завистливыми нападками являются причиной появления чувства вины. Таким образом, М. Кляйн рассматривает чувство вины как результат конфликта между любовью и ненавистью, испытываемыми по отношению к одному и тому же объекту (материнской груди).
Пайерс и Сингер полагали, что вина возникает как результат рассогласования реального поведения со стандартами поведения, характерными для супер-эго.

## Вина в экзистенциальной психологии
Экзистенциалисты возводят вину до уровня мировоззренческих, философских категорий, как нечто, имеющее бытийный характер и существующее не в душе, а в бытии. По их мнению, человек несовершенен изначально, поэтому избежать переживания чувства вины нельзя. Экзистенциальная вина появляется у человека, если он осознаёт, что имеет обязательства перед собственным бытием и понимает, насколько важно реализовать бытийный потенциал, данный ему природой.
Ирвин Ялом подчеркивал тесную связь чувства вины с ответственностью. Он выделял невротическую, подлинную и экзистенциальную вину.
1. Невротическая вина возникает, если человек думает о преступлении или совершает мелкие проступки по отношению к другим людям, например, нарушает родительские запреты.
2. Подлинная вина появляется, когда человек совершает реальное преступление.
3. Экзистенциальная вина возникает как результат преступления человека против самого себя и проявляется в виде сожаления, осознания неправильно прожитой жизни и нереализованности собственных возможностей.

Ролло Мэй считал, что чувство вины появляется из-за восприятия различия между тем, кем является человек, и тем, каким, по его мнению, он должен быть. Данная эмоция возникает в случае, если человек отрицает собственные потенциальные возможности или же терпит неудачу. Мей выделил три формы экзистенциальной вины:
1. Вина как результат недостаточной самореализации. Люди наделены интеллектуальными, эмоциональными, физическими возможностями, которые они часто не реализуют.
2. Вторая форма экзистенциальной вины возникает из-за невозможности слияния субъекта с близким человеком, отсутствия способности смотреть на мир глазами другого человека, чувствовать, как другой человек.
3. Третья форма экзистенциальной вины проявляется как результат отделения человека от природы, утраты связи с Абсолютом. Человек не способен понять весь божественный план, он представляет собой только его часть.

Критики экзистенциальной психологии пишут о том, что в данном подходе понятие вины генерализуется настолько, что приравнивается к самому человеческому существованию.

## Вина в когнитивной психологии
В когнитивной психологии вина исследуется как способ интерпретации событий. Аарон Бек считает, что вина и самокритика возникают как результат приписывания себе причинности событий и ответственности за неудачи. Условием переживания вины является внутренний локус контроля. Глобальное и стабильное самообвинение, носящее неуправляемый характер, приводит к болезненным переживаниям, а внутренние, частные, нестабильные или управляемые атрибуции являются желательным адаптивным способом переживания вины, так как они сочетаются с мобилизацией условий и стремлением контролировать ситуацию.
Основатель рационально эмотивной терапии, Альберт Эллис утверждал, что вина — это неуместное чувство, которое имеет место только там, где есть иррациональные убеждения. Наиболее частым, по мнению Эллиса, типом иррациональных убеждений является так называемая должномания — мысли, типа: «Я должен…», «Мир обязан…», «Я должен…, иначе я ничего не стою». Если у человека отсутствуют иррациональные убеждения — то чувство вины он испытывать не станет.